# O du som alla hjärtan ser
O du som alla hjärtan ser är en psalm med text skriven av Johan Olof Wallin.
|  |
|  |

## Publicerad i
- 1819 års psalmbok som nr 385 under rubriken "Allmänna bön- och klagodagar".[1]